# KUNSTdünger Rottweil

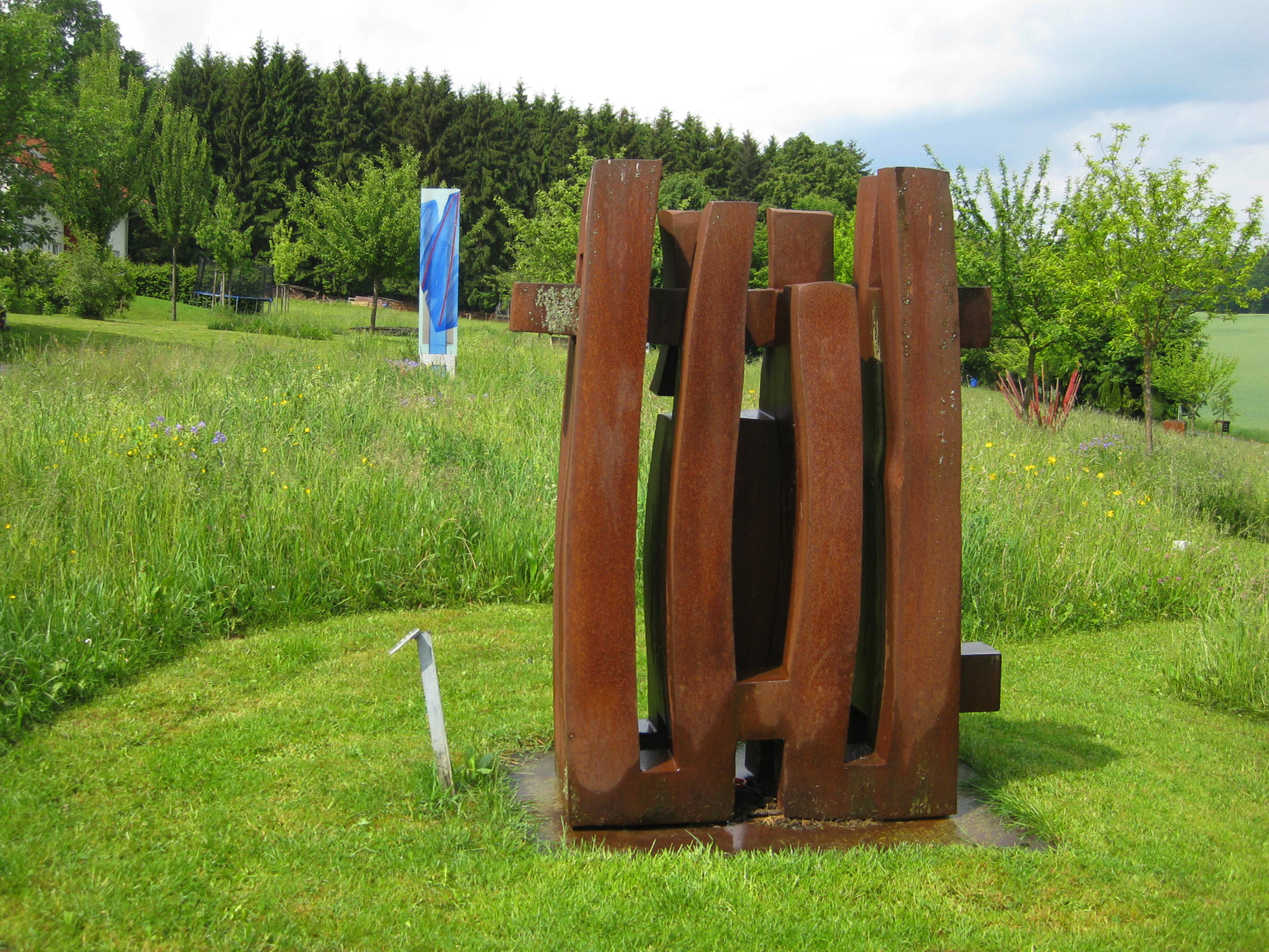
Overzicht van het beeldenpark

KUNSTdünger Rottweil is een beeldenpark in het stadsdeel Rottweil-Hausen in de Duitse deelstaat Baden-Württemberg.

## Geschiedenis
Het beeldhouwproject KUNSTdünger (vertaald "kunstmest") ging in 2002 op initiatief van de in Rottweil wonende kunstenaar Josef Bücheler van start in een veld aan de rand van Hausen en telt inmiddels 22 sculpturen.
De kunstwerken zijn deels eigendom van de vereniging KUNSTdünger en deels door de kunstenaars in langdurige bruikleen gegeven.

## Collectie
1. Hüseyin Altin : Ohne Titel IV (1996)
2. Jörg Bach : Lavinium (1996)
3. Franz Bernhard : Büste RWW 407 (1984/2001)
4. Gerda Bier : Große Stele (2010)
5. Josef Bücheler : Kleine Jungfrau (2002) - werk is verloren gegaan
6. Sandra Eades : Outbreak Nr. 4 (1998)
7. Angela M. Flaig : Tanne & Granit (1989)
8. Hans Michael Franke : Both sides now rest (1994)
9. Armin Göhringer : Robinie geschwärzt (1997)
10. Erich Hauser : 4/77 (1977)
11. Heiner Hepp : Gemeiner Lichtwell (2002)
12. Tobias Kammerer : Blaue Komposition (2001)
13. Reinhard Klessinger : Ortsbestimmung Marie Luise Kaschnitz (2002)
14. Jürgen Knubben : Linse (2002)
15. Horst Kuhnert : Raumkörper S.W.3T. (1976)
16. Kerstin Mayer : Gerüst (2003)
17. Marlies Obier : Die Zeit wächst hoch wie grünes Gras (2002)
18. Fritz Rapp : Wächter der Dolinen (1970)
19. Gert Riel : Veränderung (1992)
20. Alf Setzer : Ohne Titel (2002)
21. Reinhard Sigle : Ohne Titel (2002)
22. Jochen Winckler : Figur (1994)

## Fotogalerij

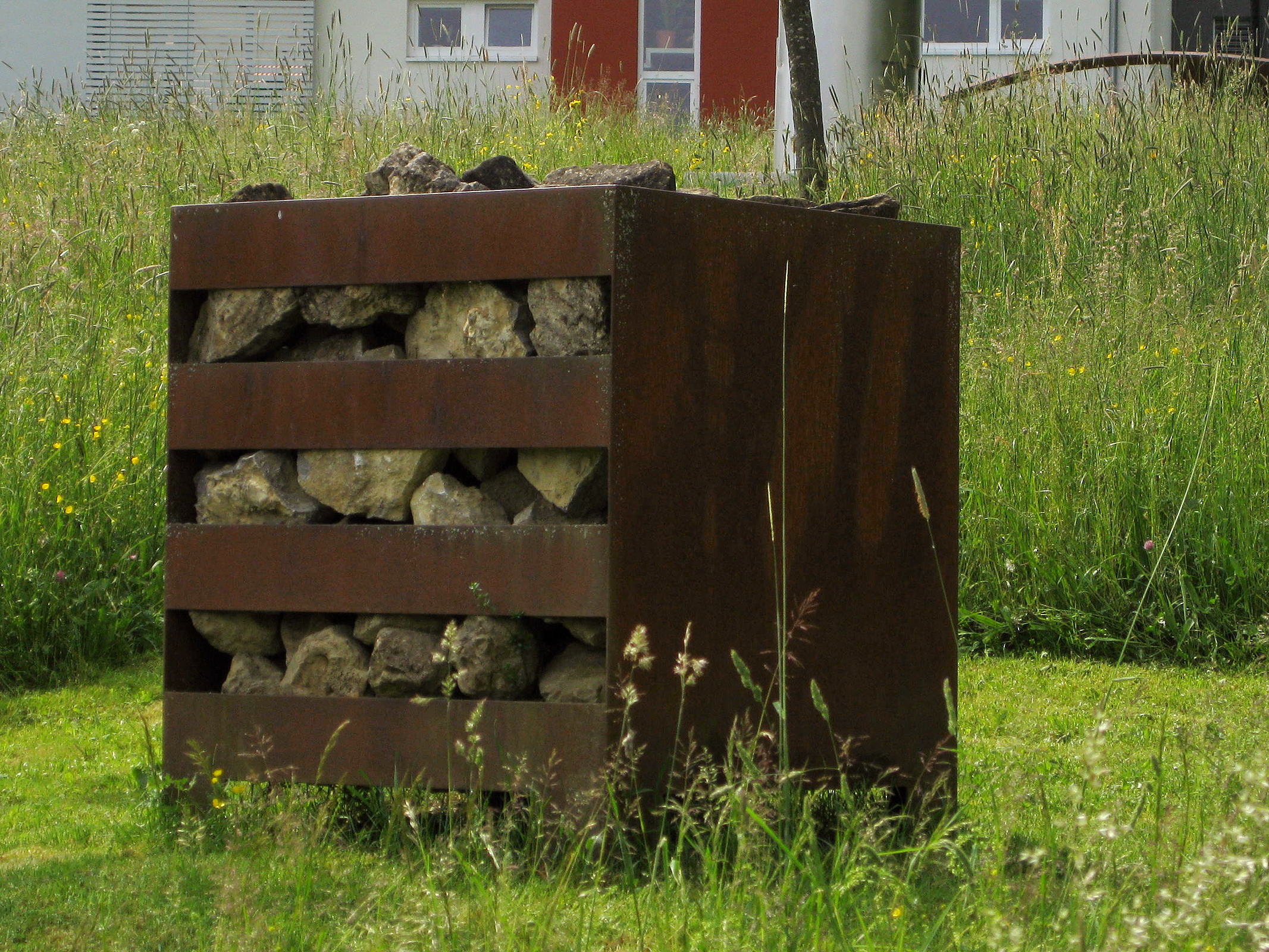
1 : Ohne Titel IV (1996)
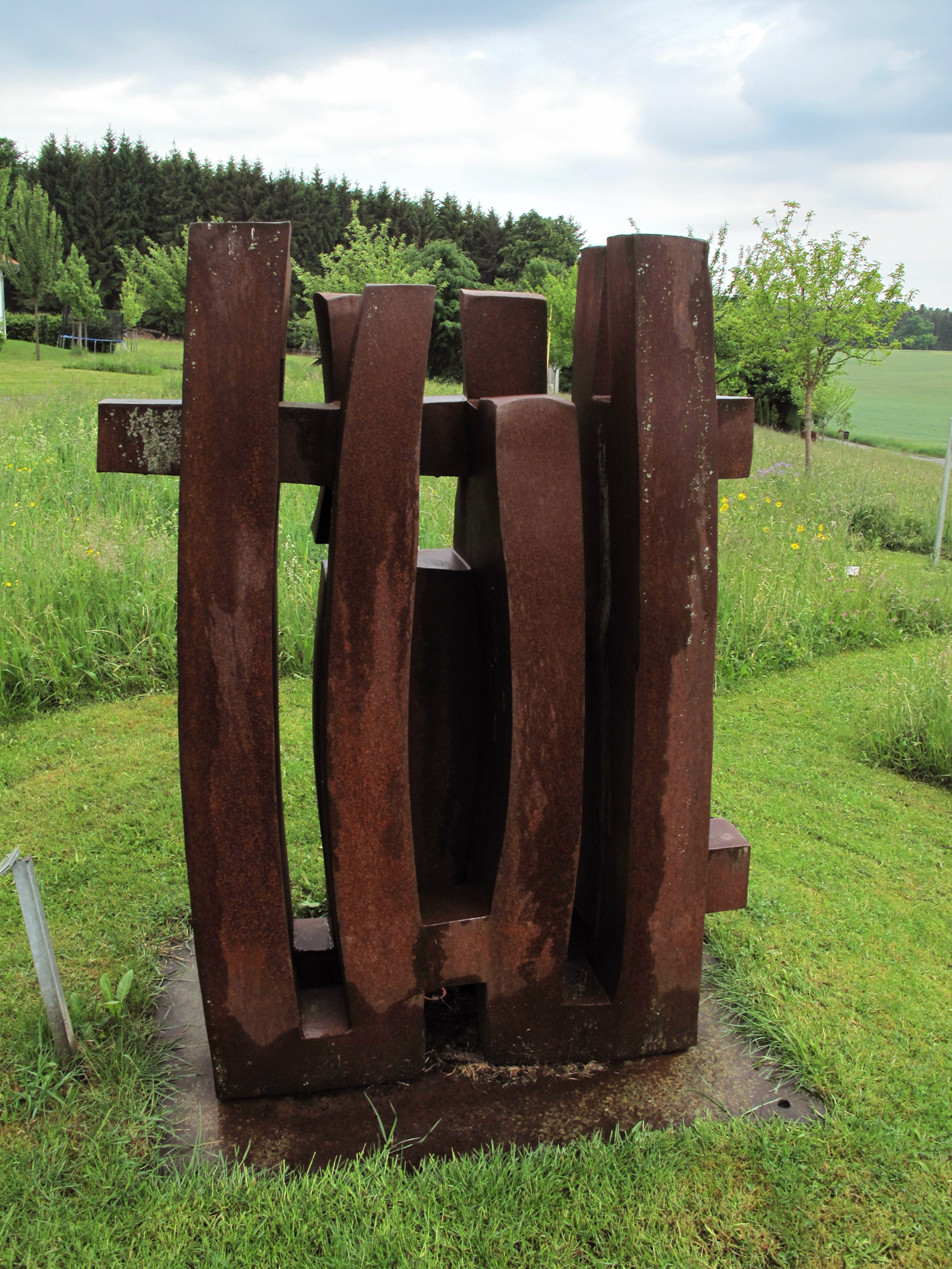
2 : Lavinium (1996)
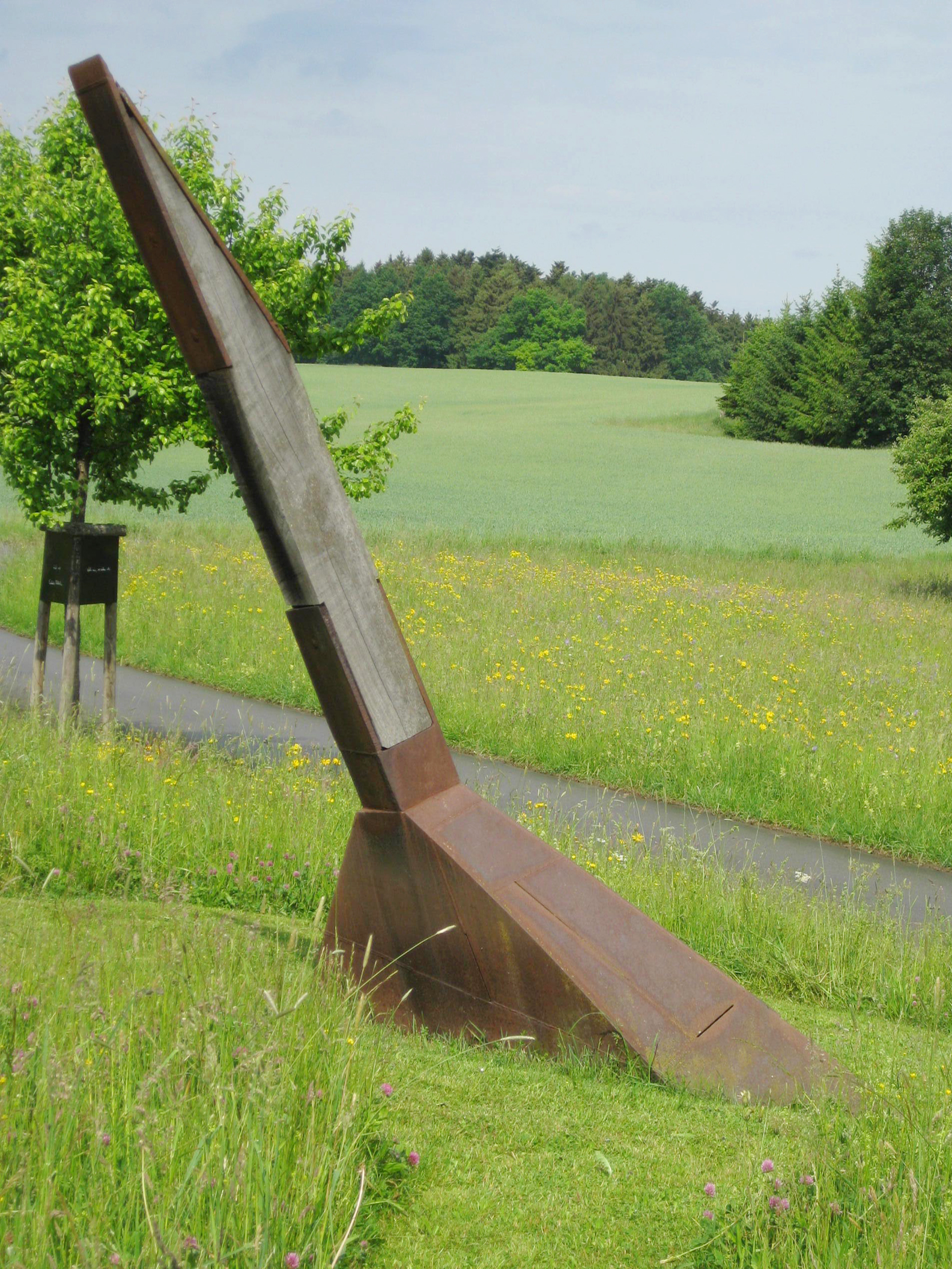
3 : Büste RWW 407 (1984/2001)
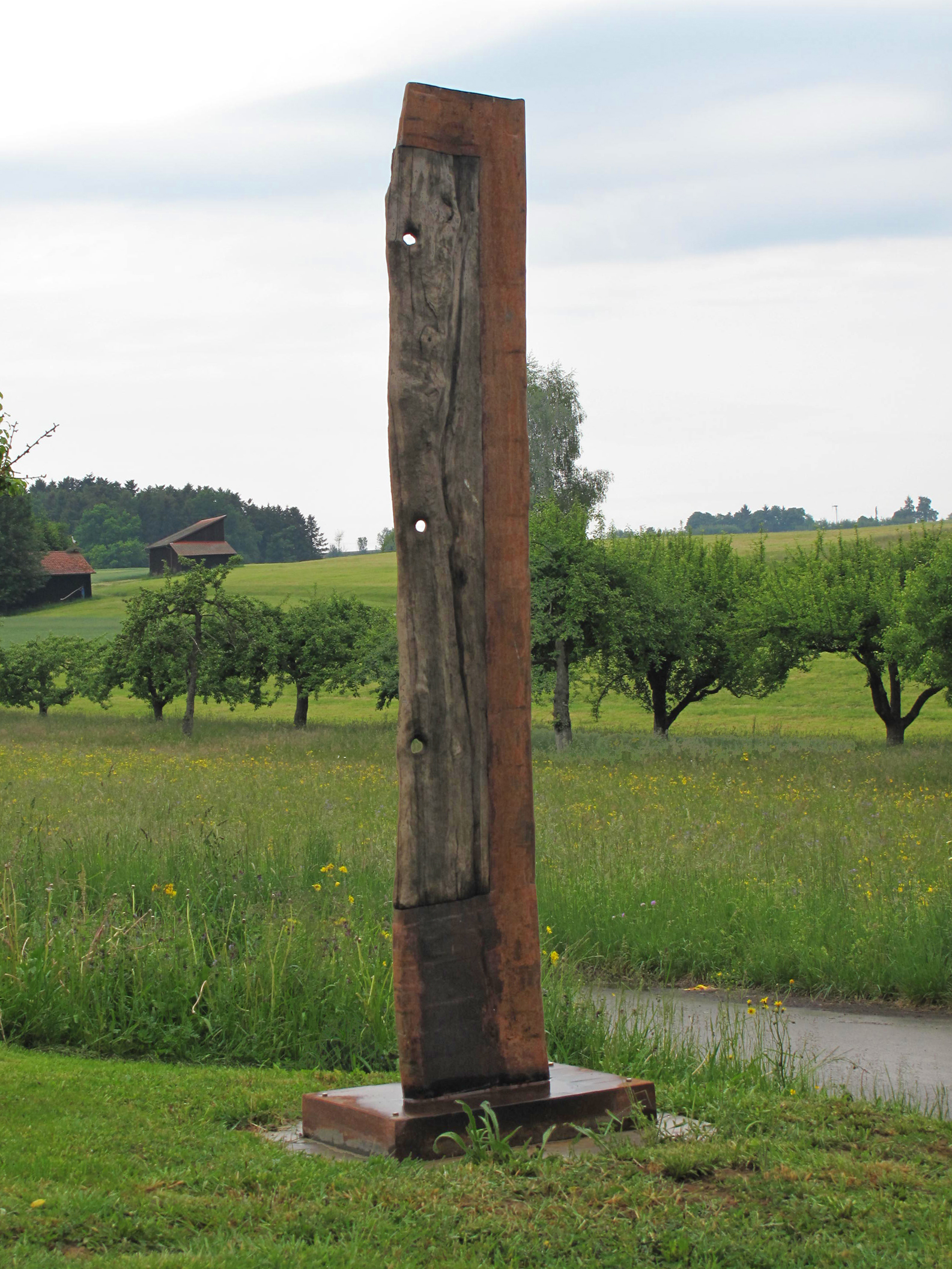
4. : Große Stele (2010)
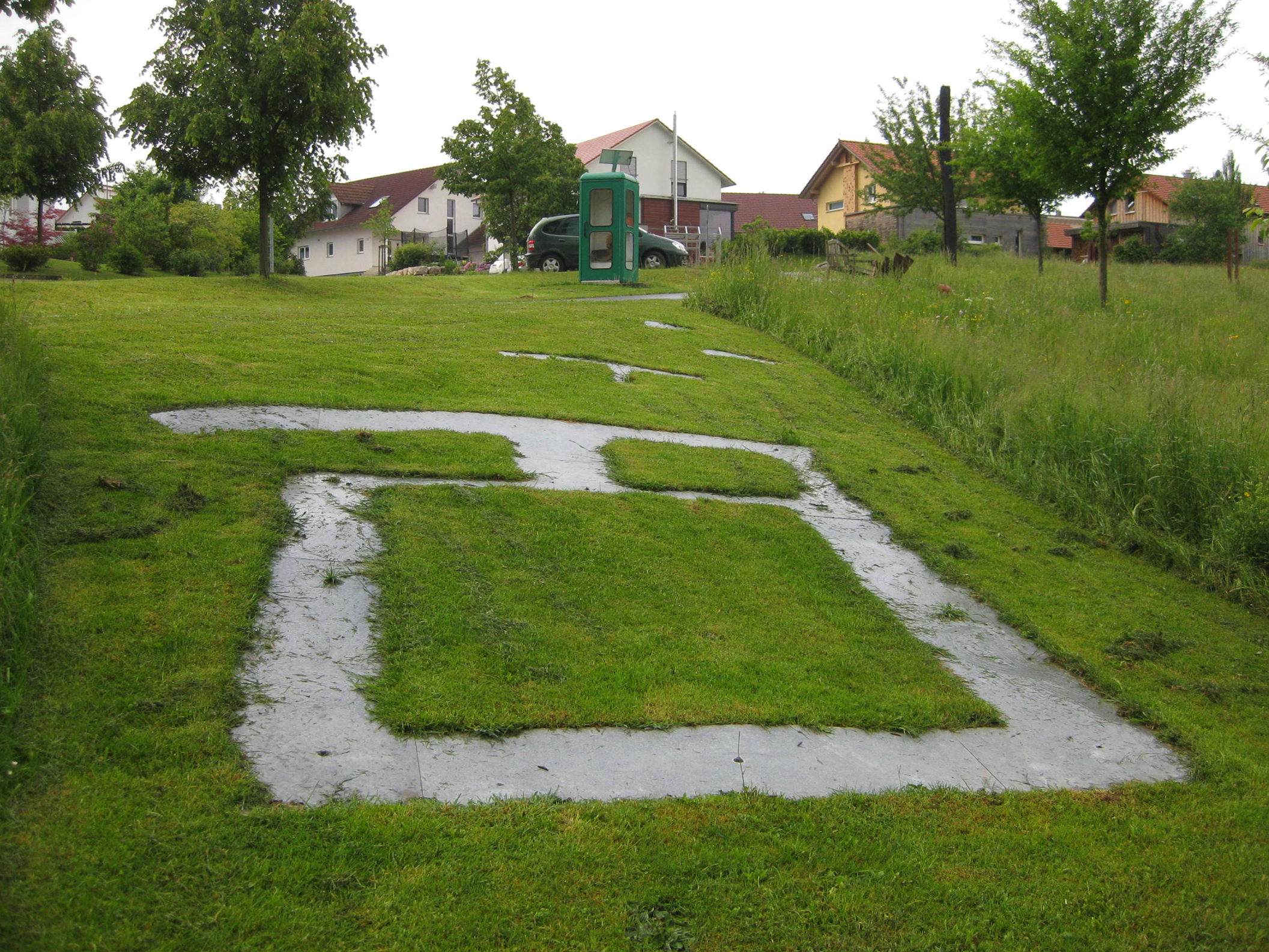
6 : Outbreak Nr. 4 (1998)
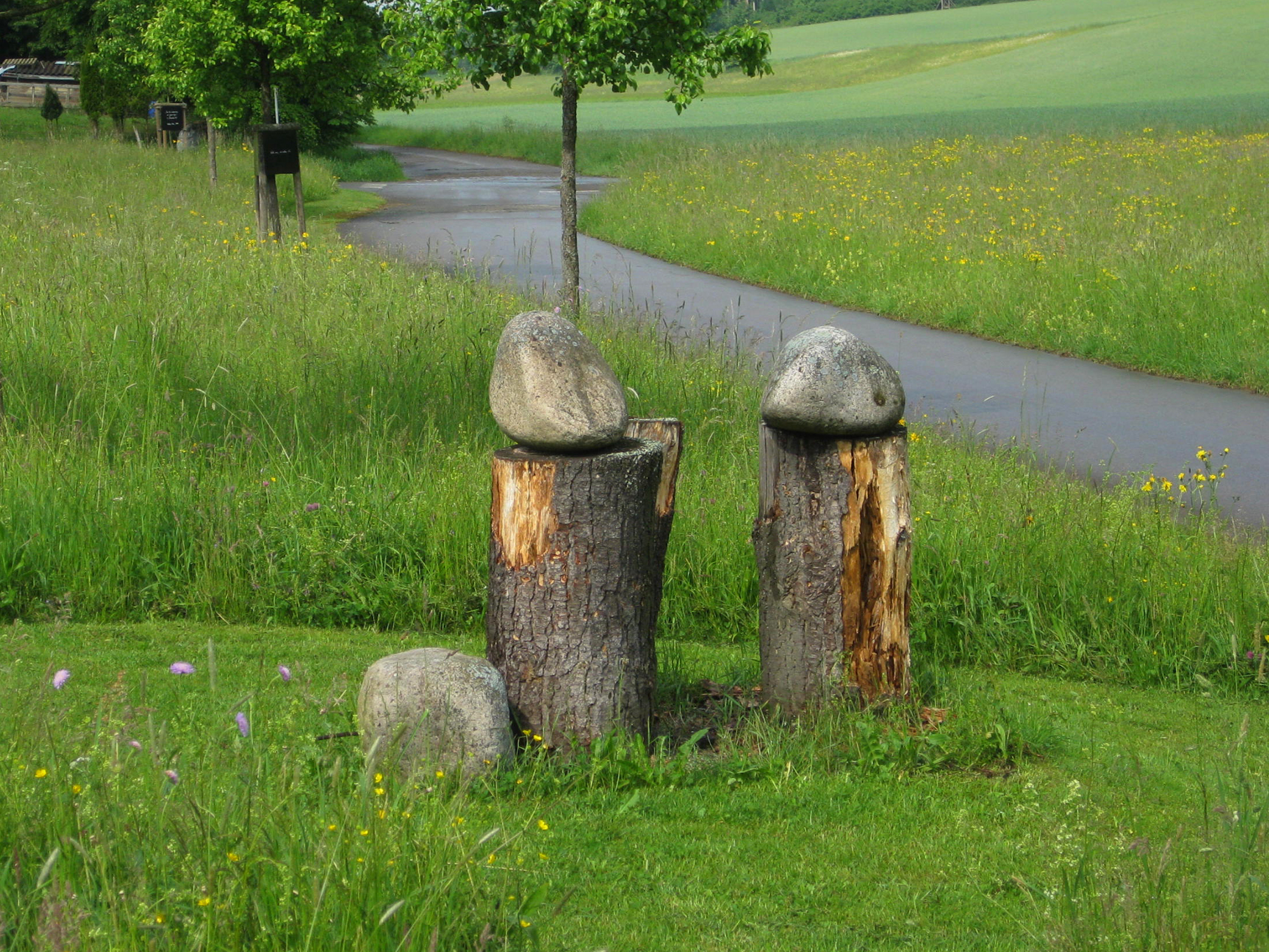
7 : Tanne & Granit (1989)
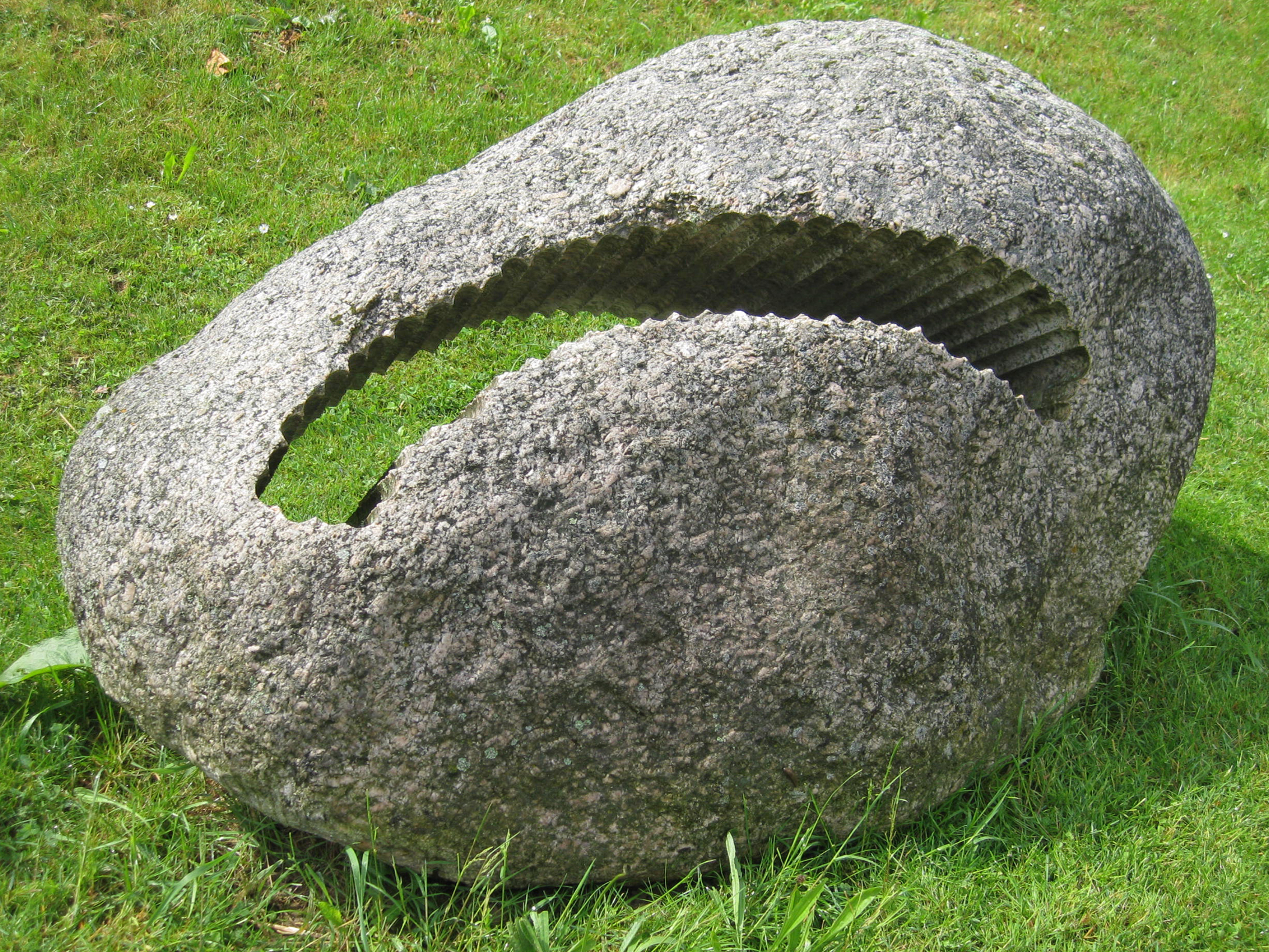
8 : Both sides now rest (1994)
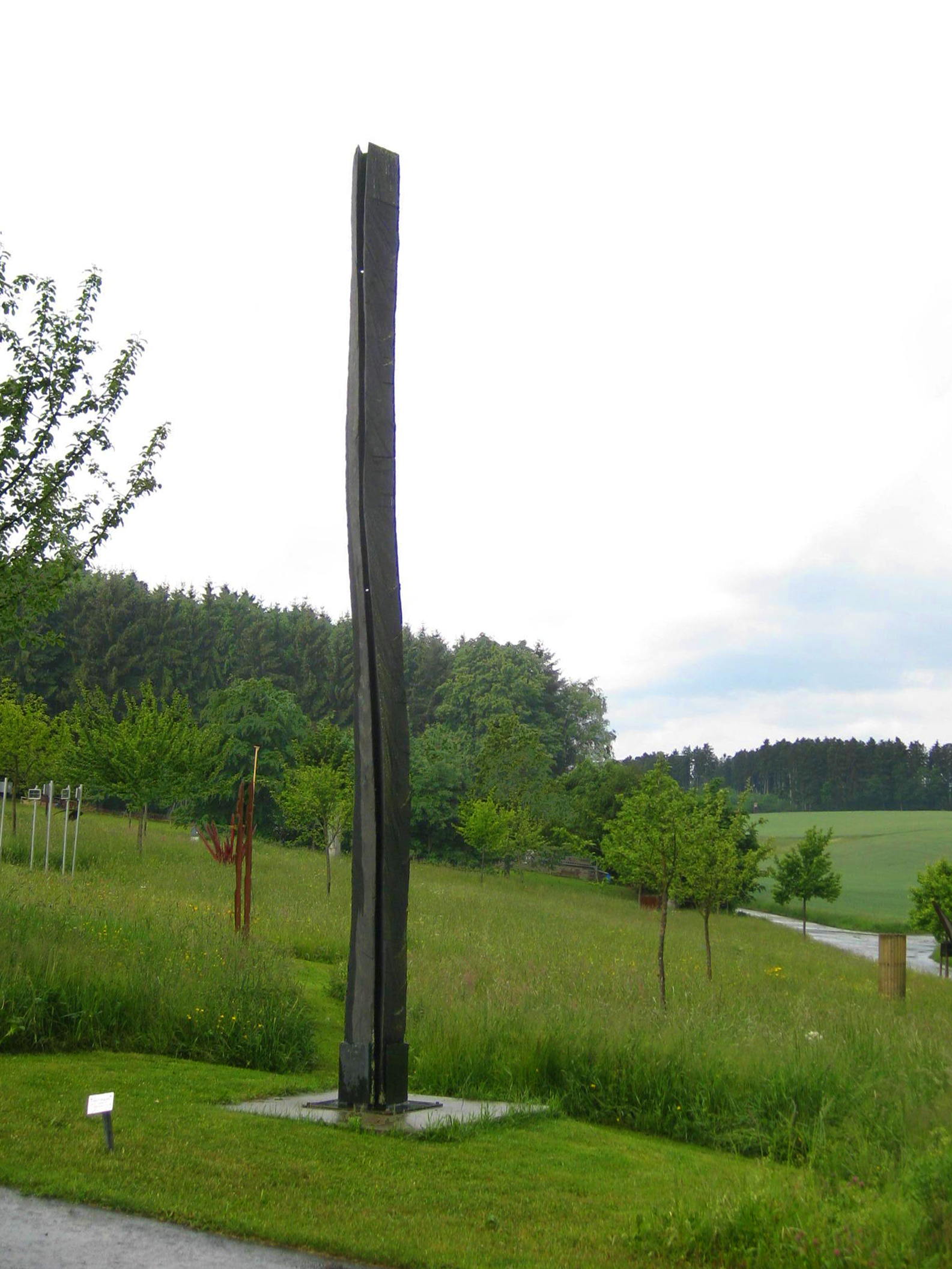
9 : Robinie geschwärzt (1997)
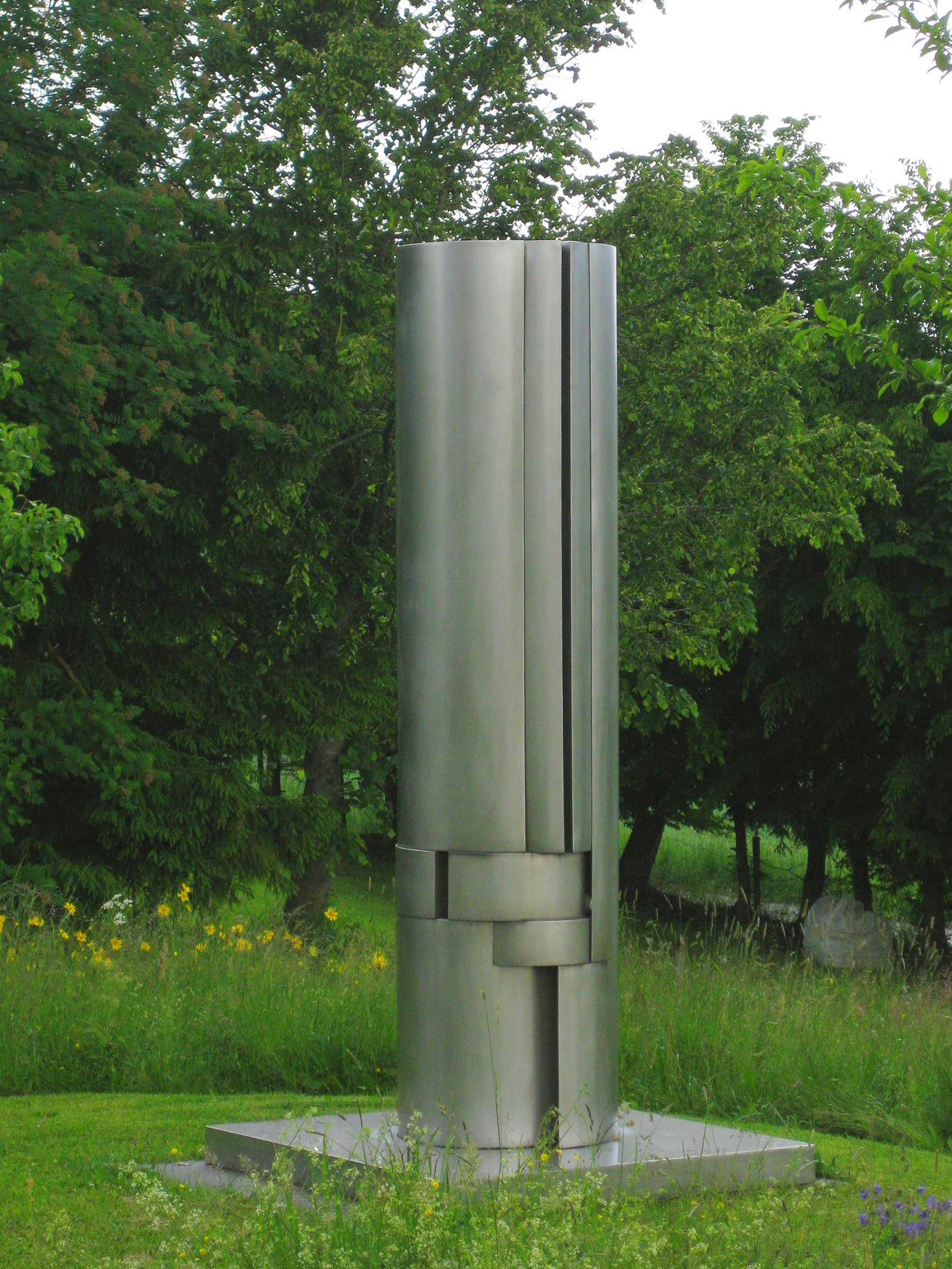
10 : 4/77 (1977)
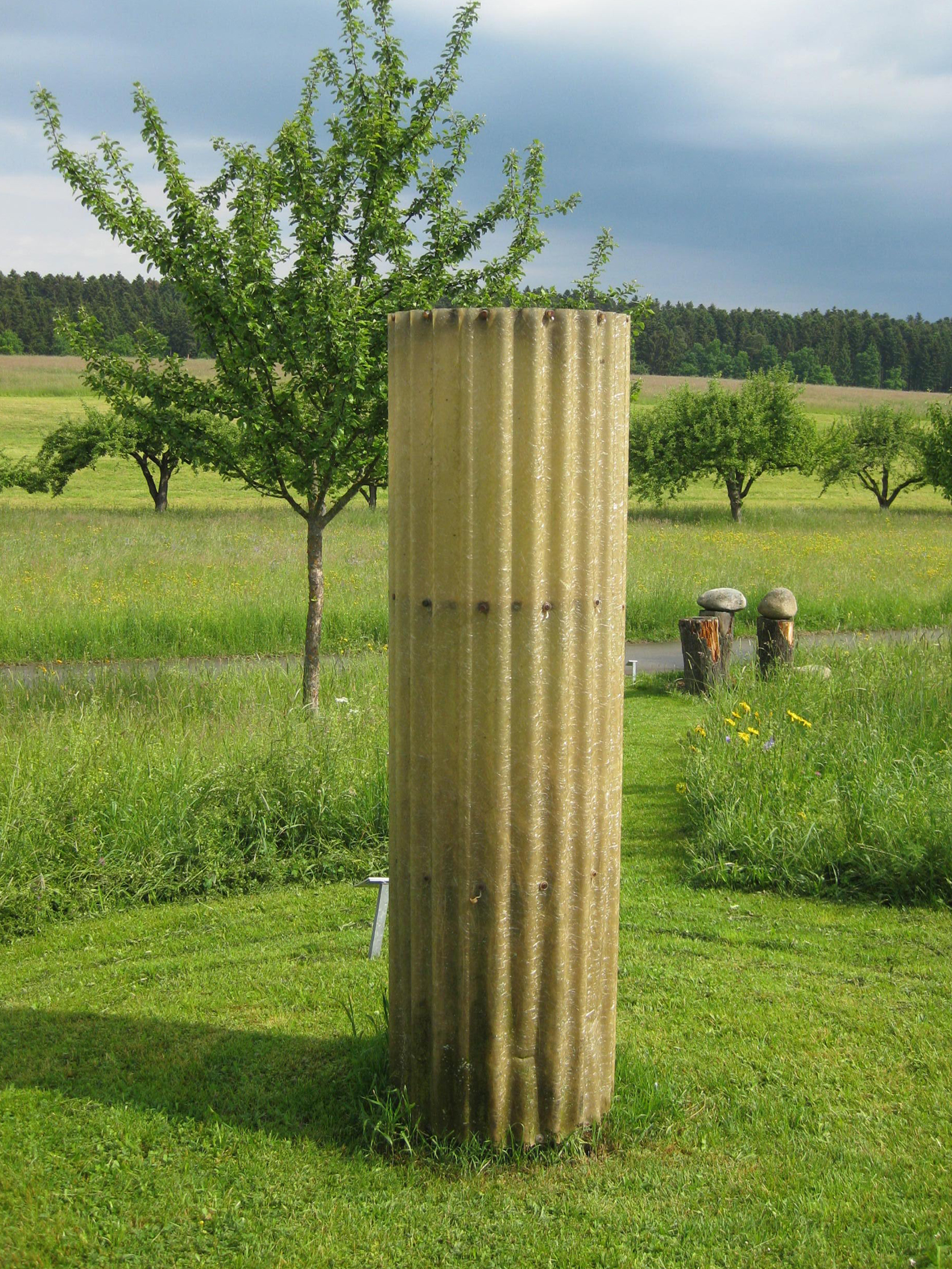
11 : Gemeiner Lichtwell (2002)
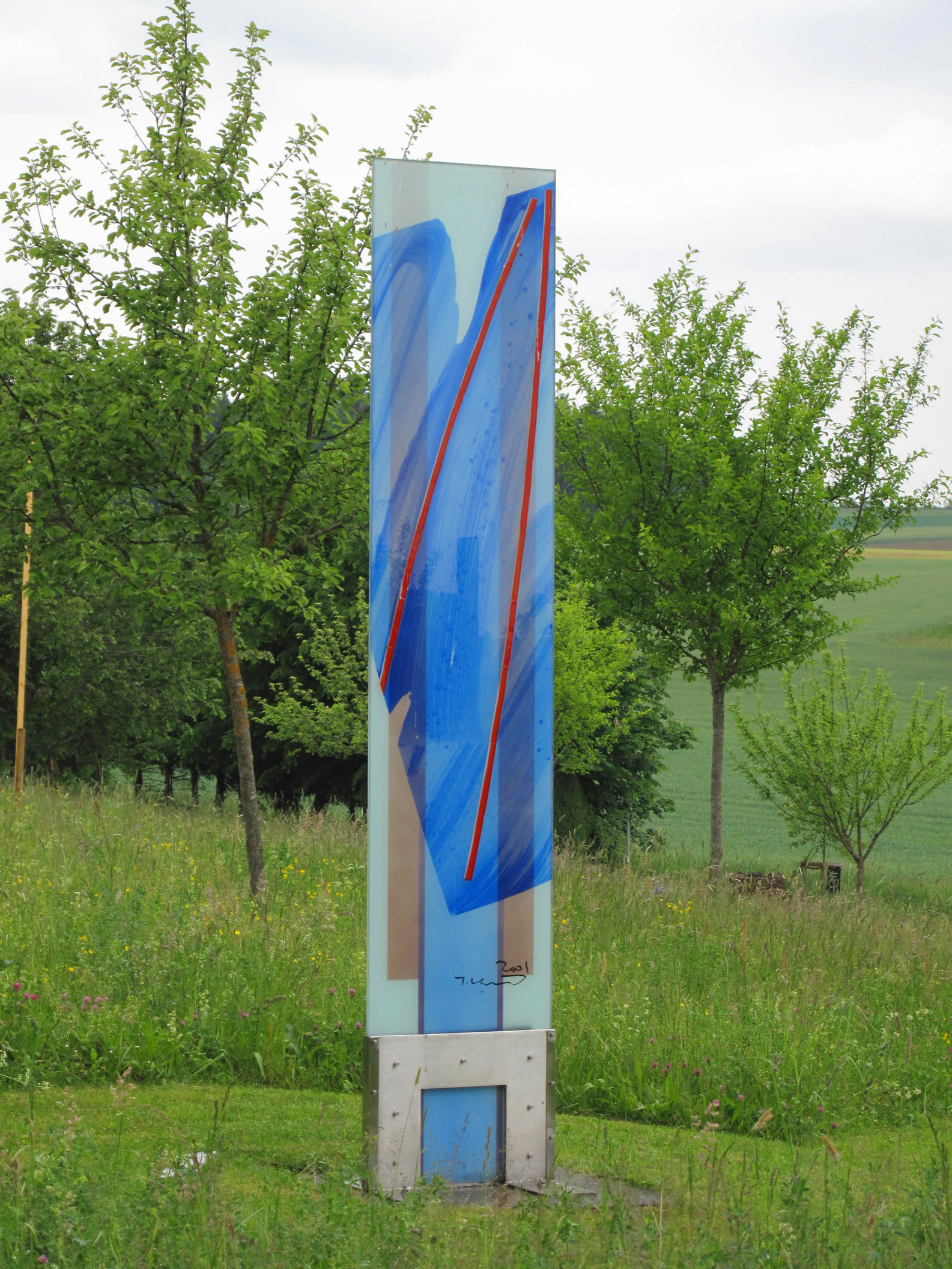
12 : Blaue Komposition (2001)
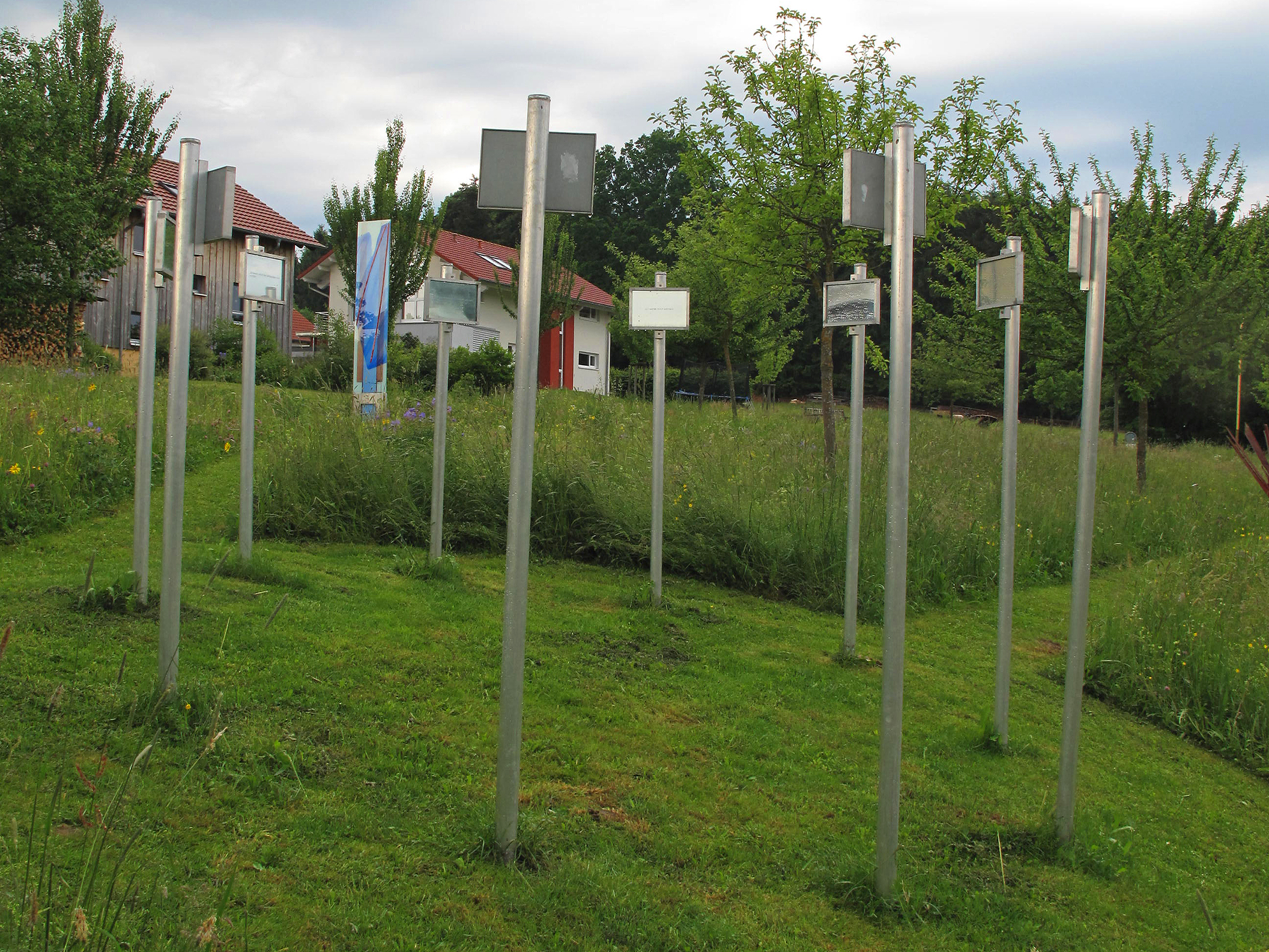
13 : Ortsbestimmung Marie Luise Kaschnitz (2002)
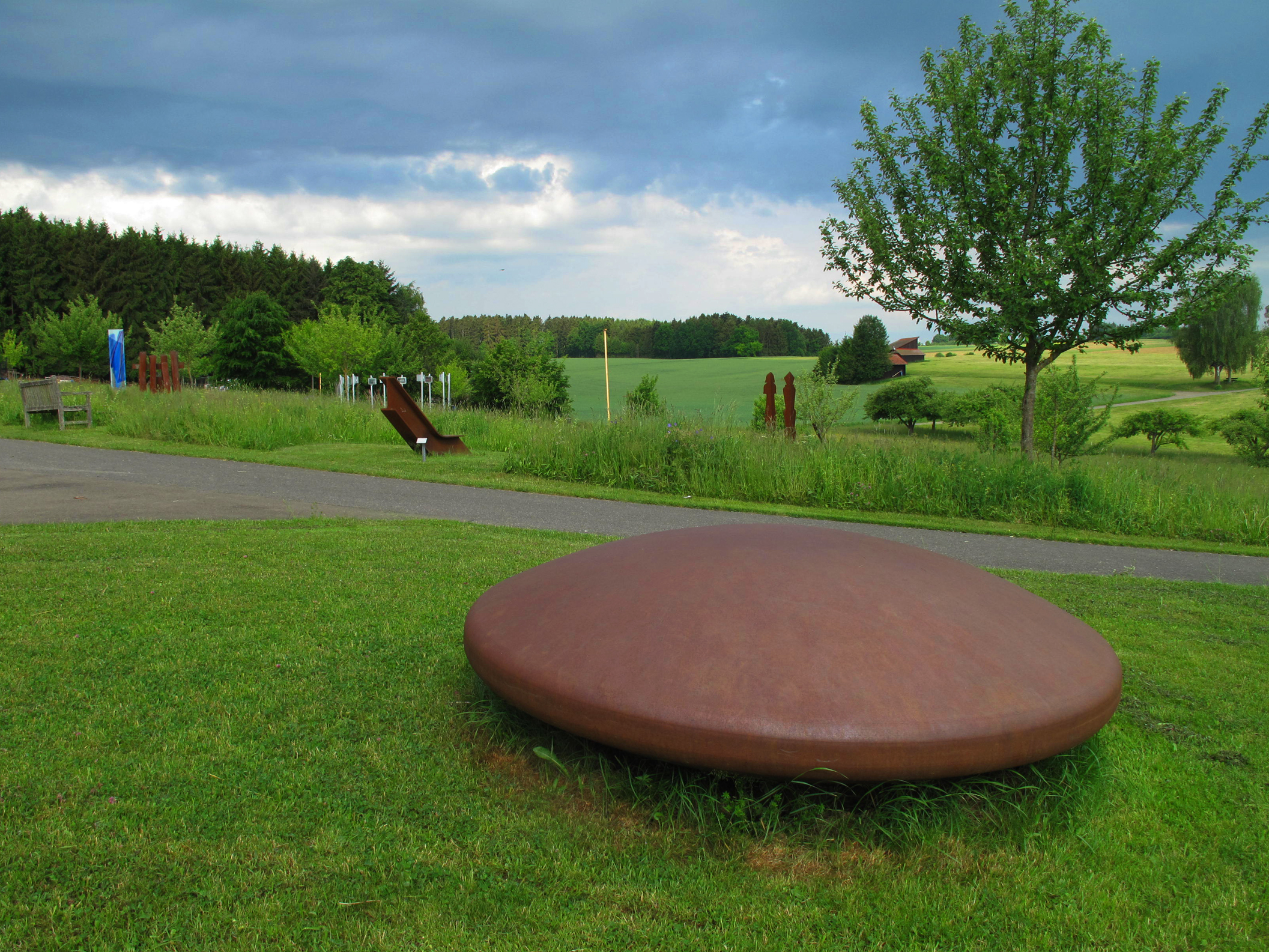
14 : Linse (2002)
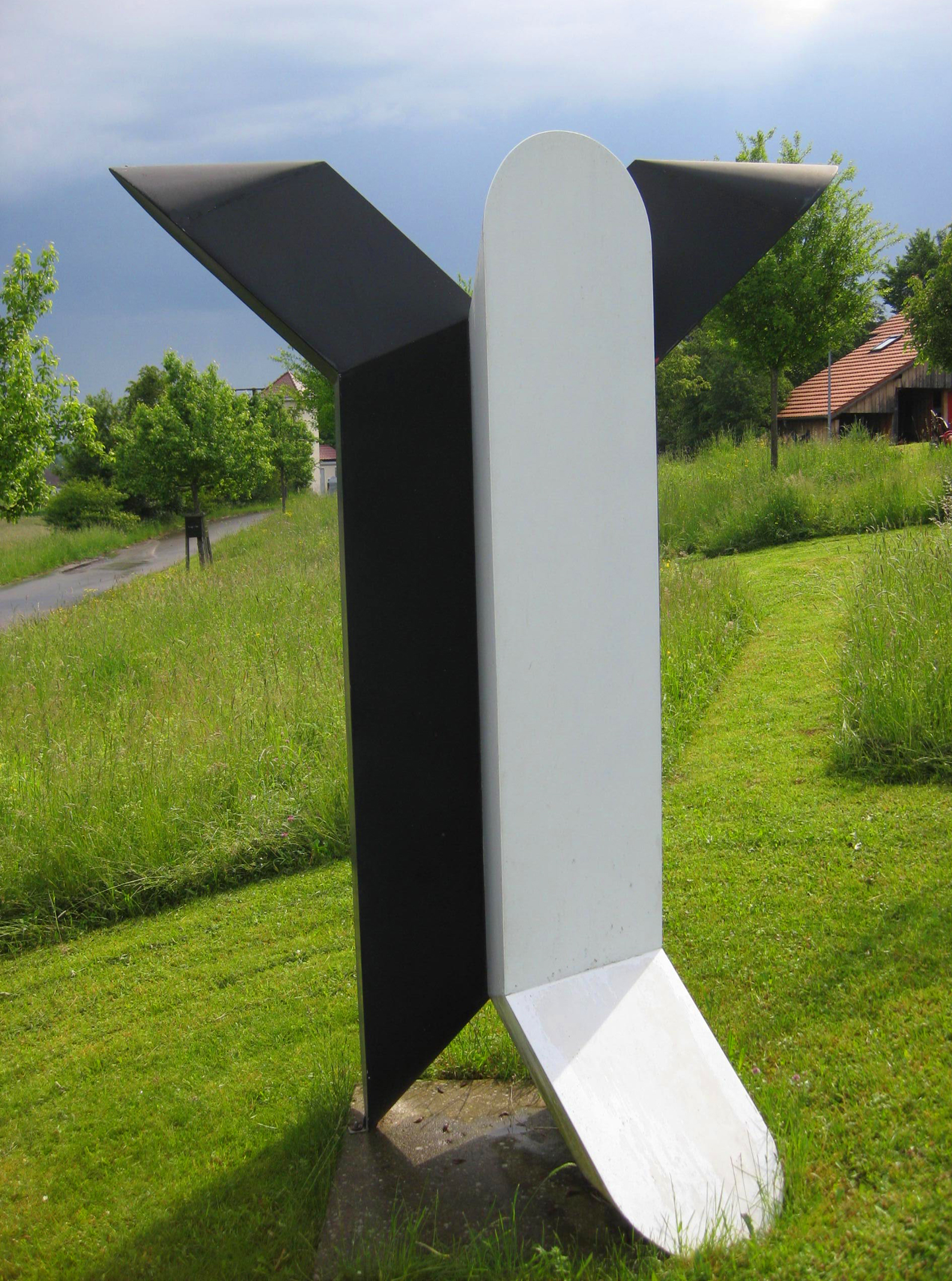
15 : Raumkörper S.W.3T (1976)
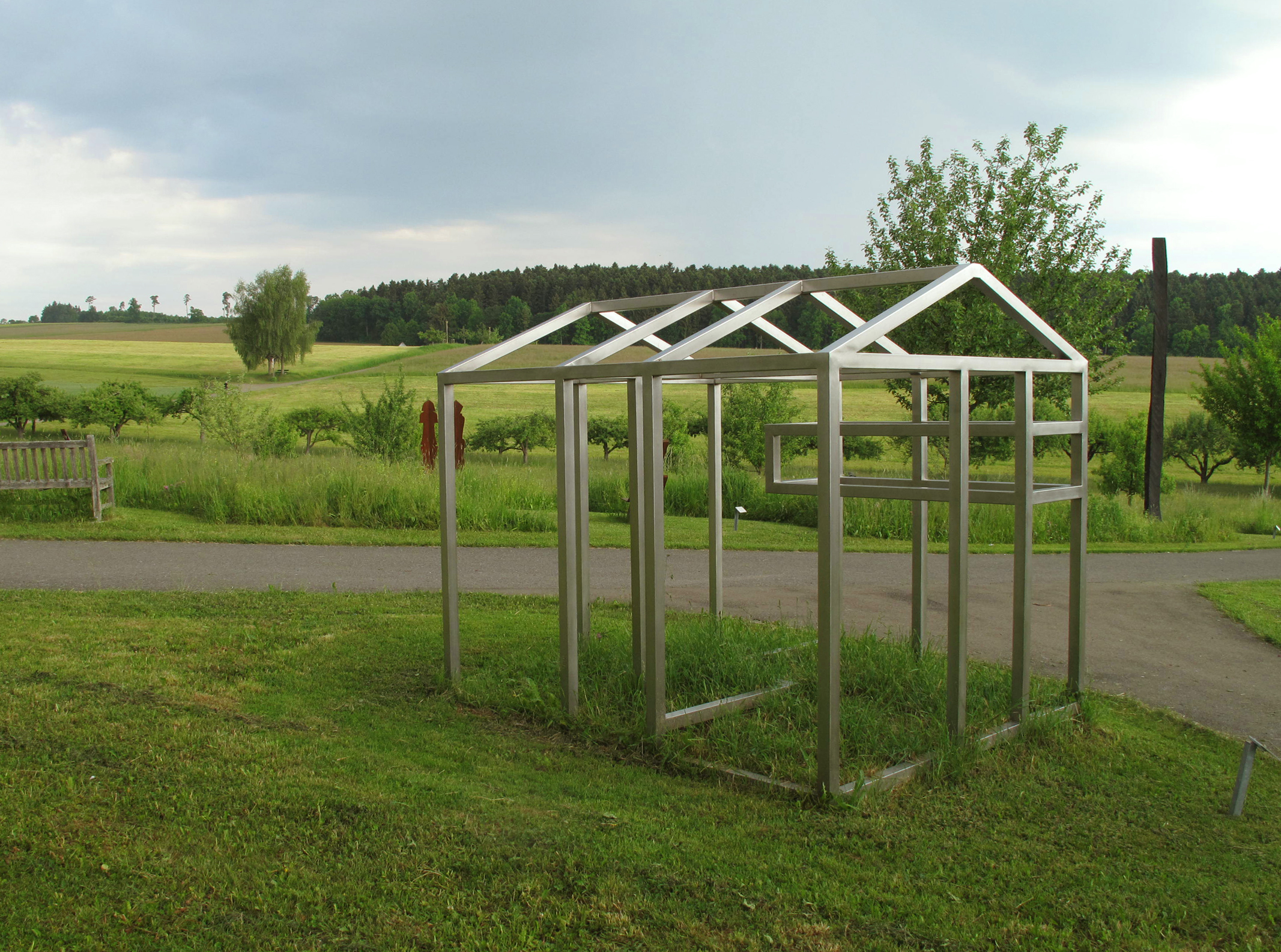
16 : Gerüst (2003)
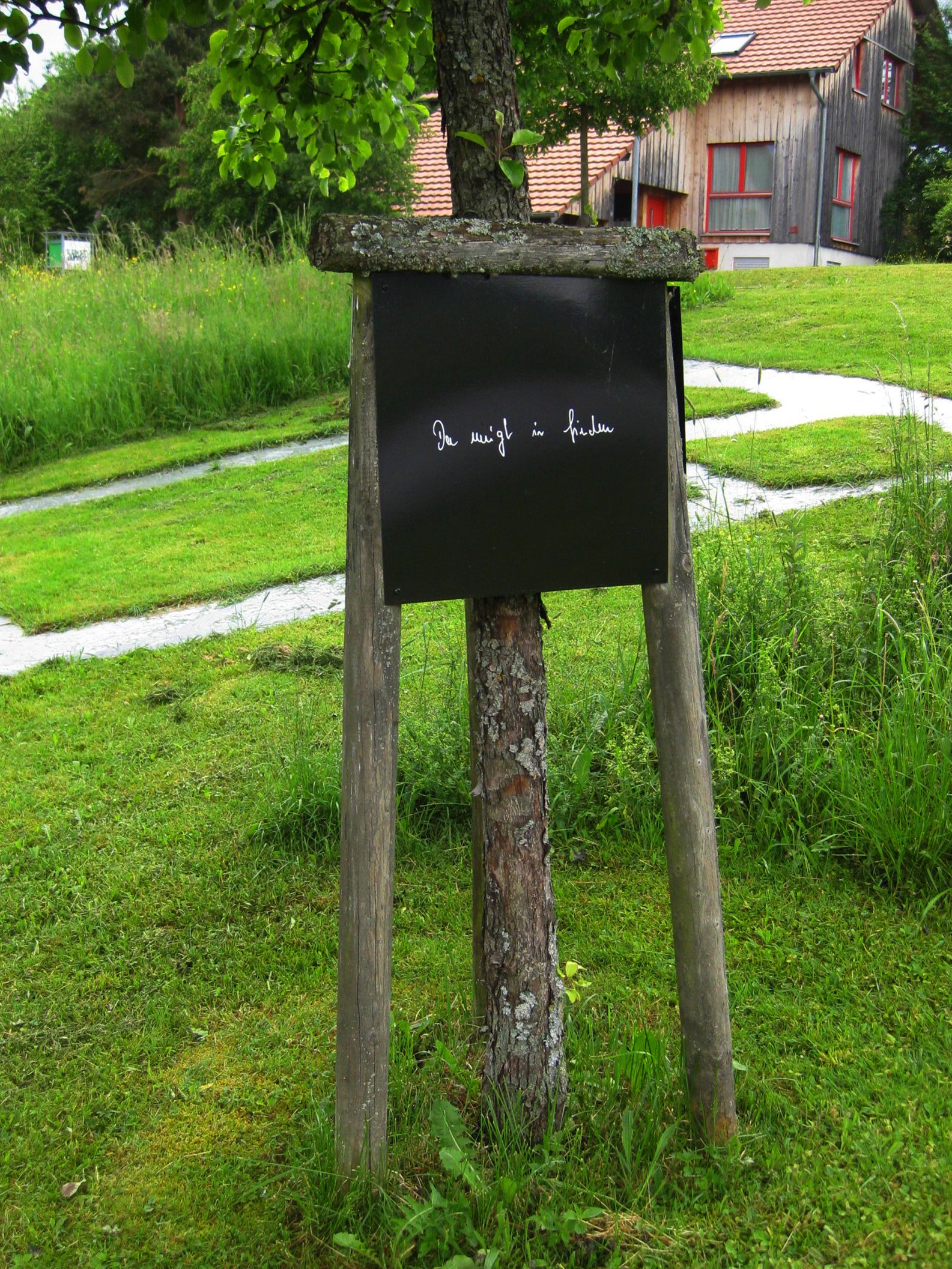
17 : Die Zeit wächst hoch wie grünes Gras (2002)
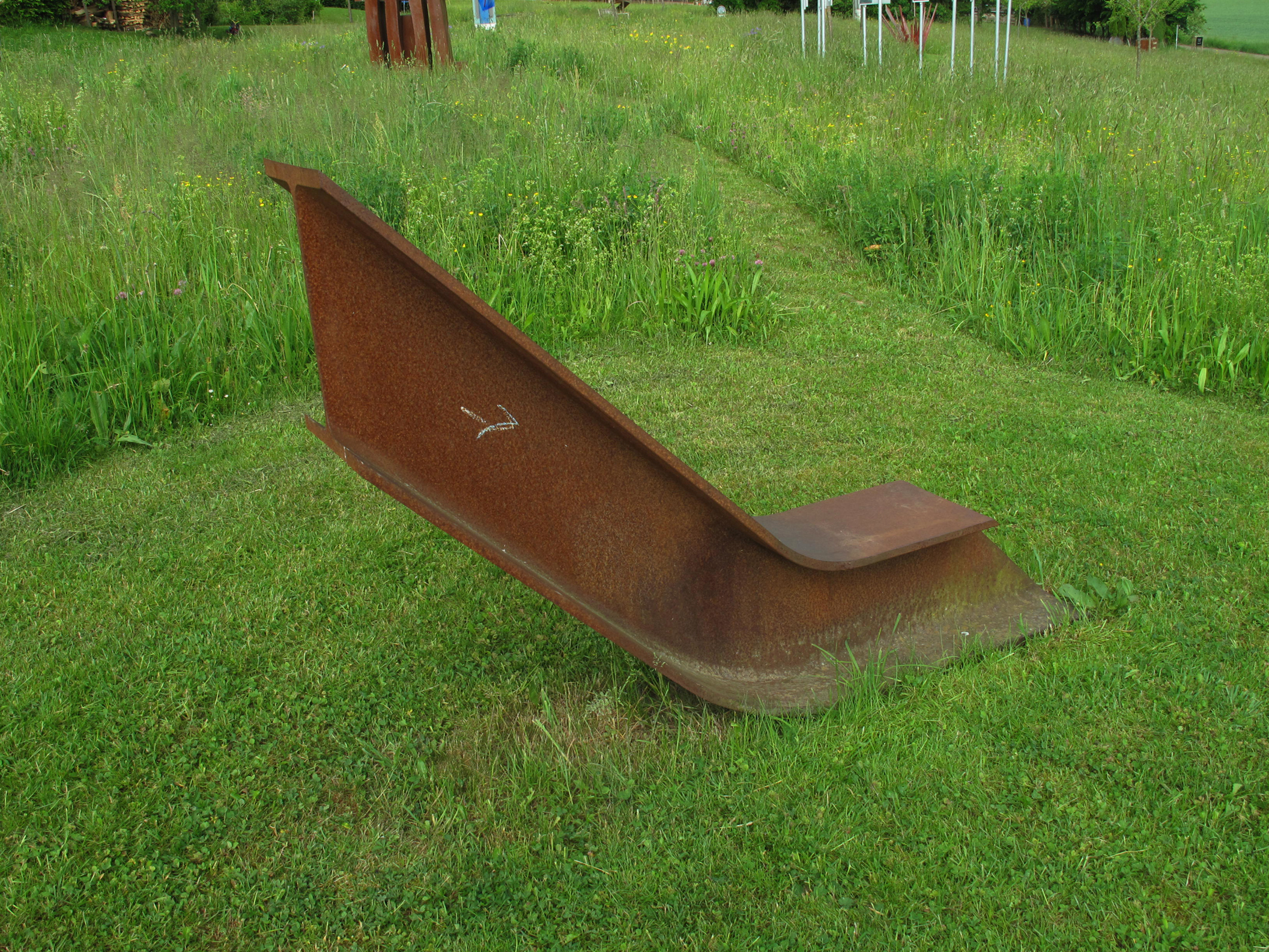
18 : Wächter der Dolinen (1970)
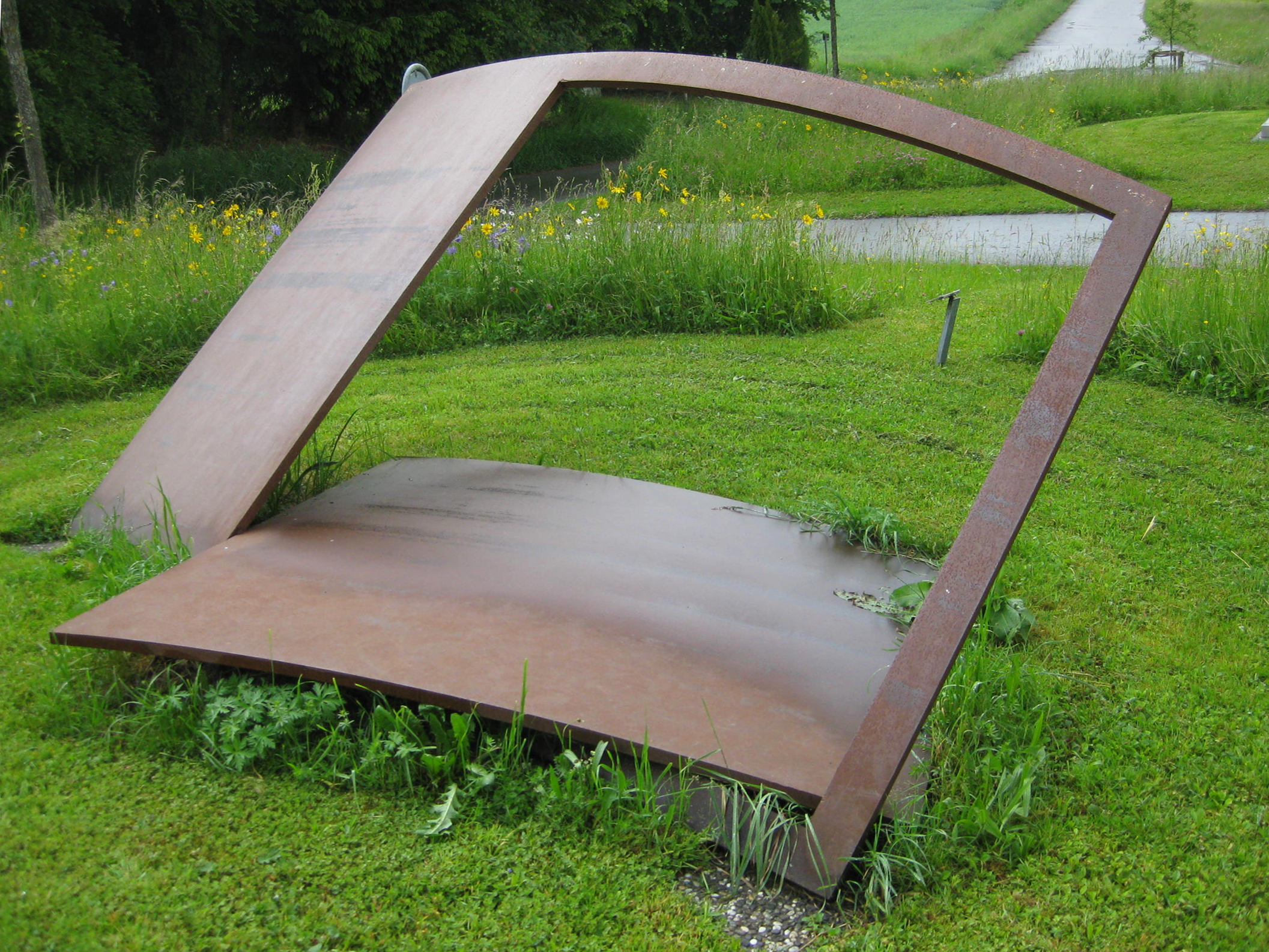
19 : Veränderung (1992)
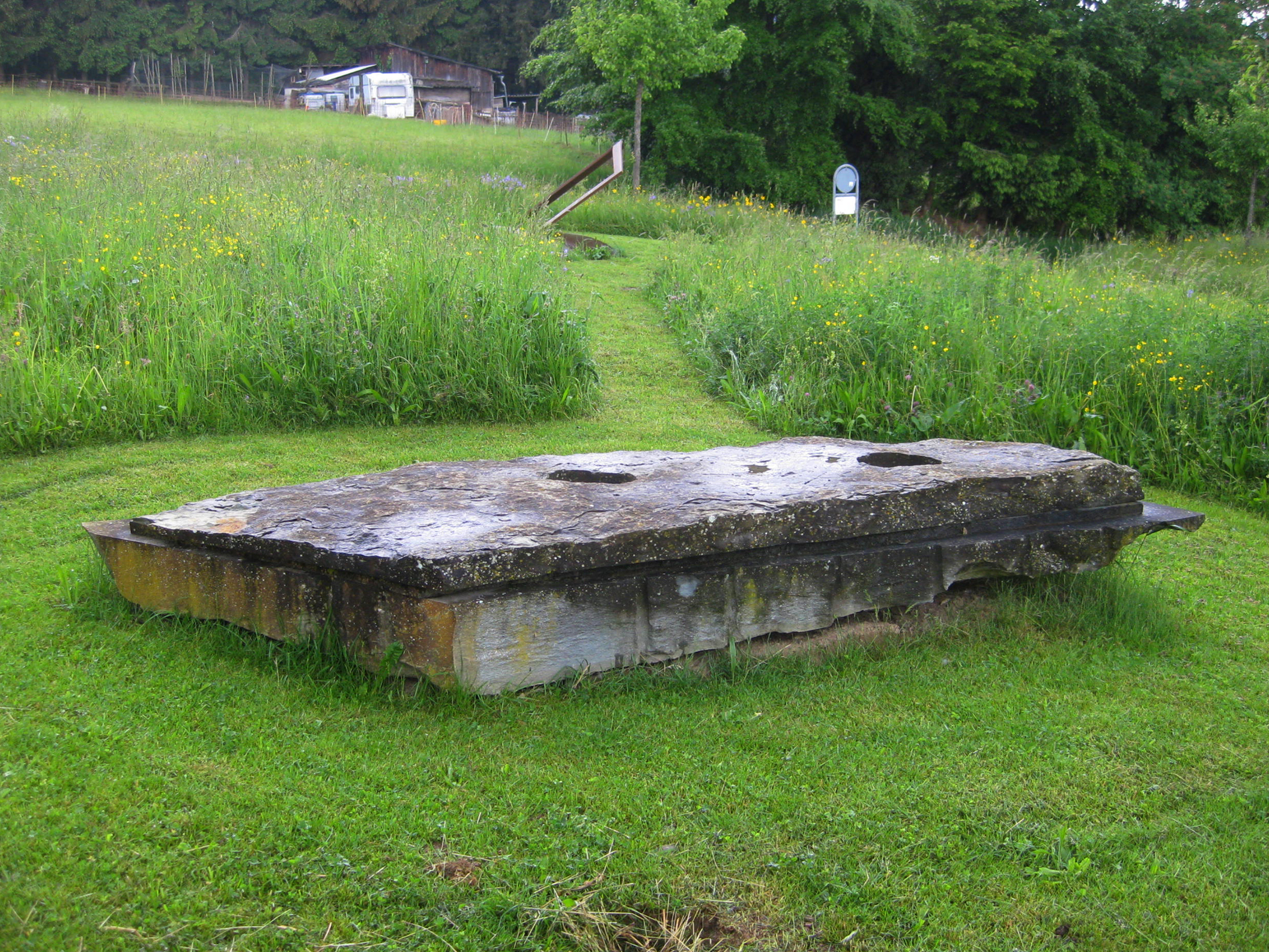
20 : Ohne Titel (2002)
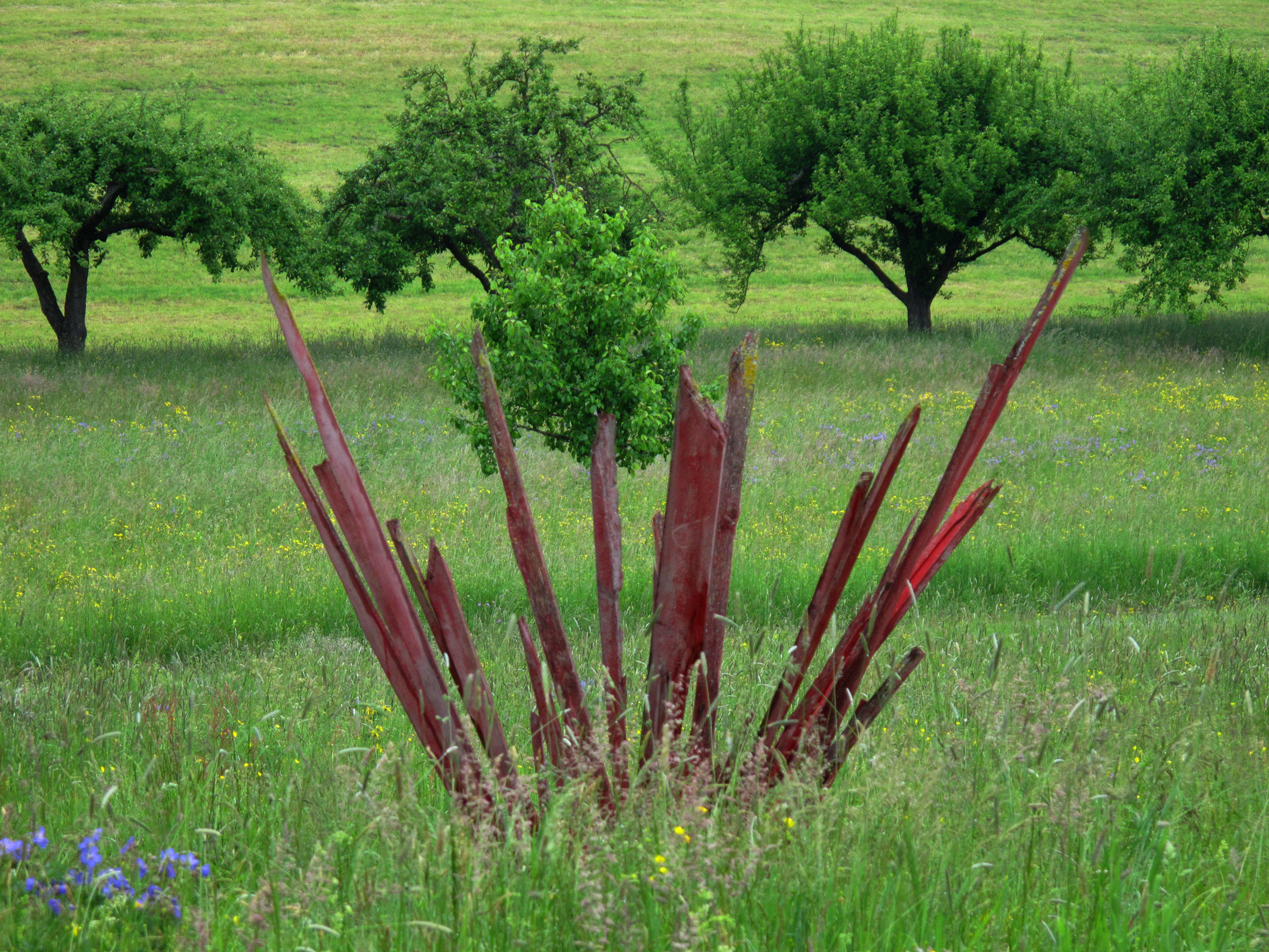
21 : Ohne Titel (2002)
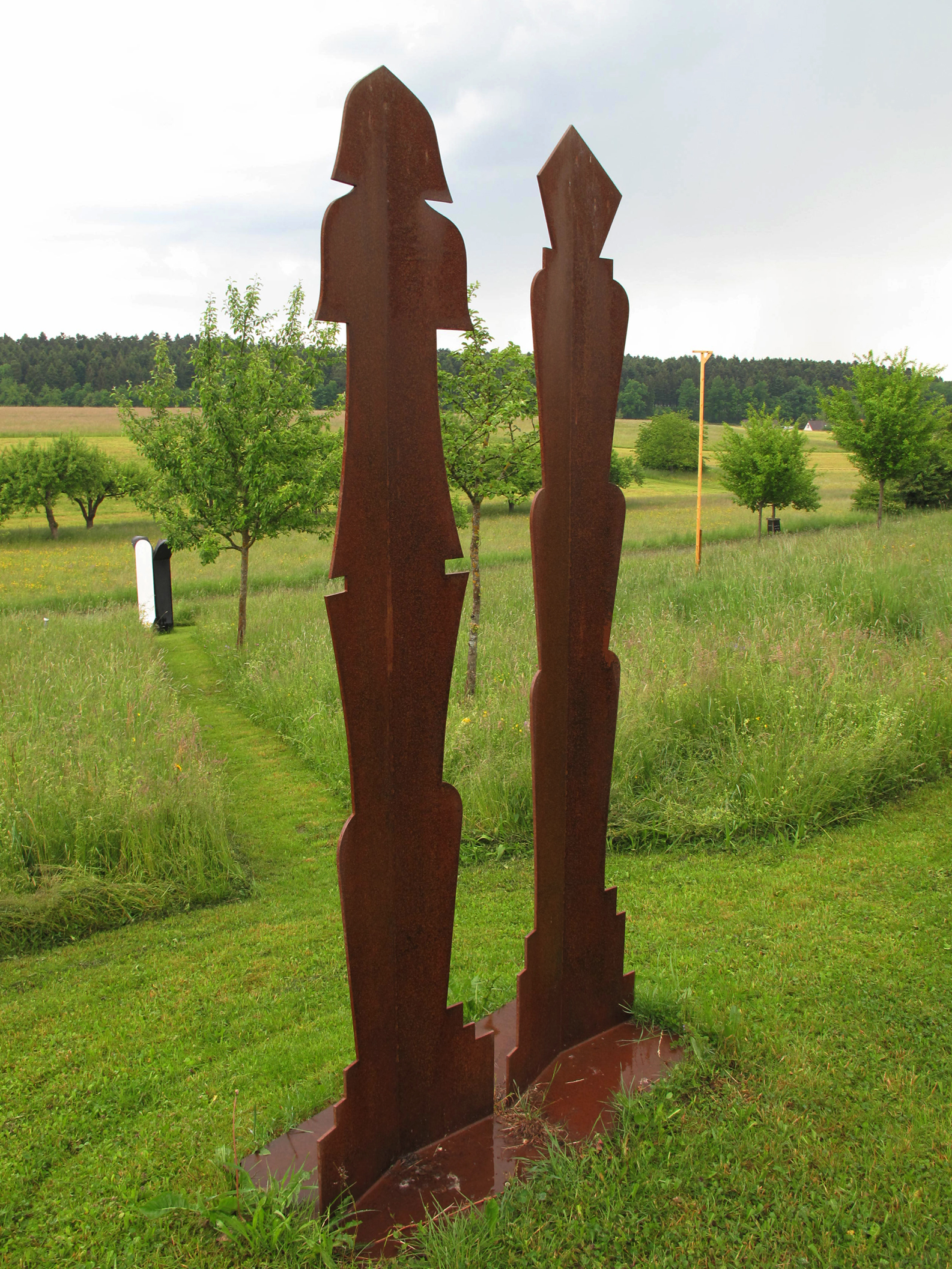
22 : Figur (1994)